# Tomasa Tito Condemayta
Tomasa Tito Condemayta Hurtado de Mendoza (Cusco, 1729 – Cusco, 18 maggio 1781) è stata una rivoluzionaria peruviana forza trainante nella rivolta indigena contro i governanti coloniali spagnoli sotto Túpac Amaru II nel XVIII secolo.
Era cacica del suo popolo nel 1770, il più alto incarico della sua regione. Durante la rivolta, fu sia stratega che ufficiale militare. Fu giustiziata per il suo ruolo nella ribellione insieme a Tupac Amaru II, a sua moglie Micaela Bastidas Puyucahua e al loro figlio Hipólito Condorcanqui Bastidas.

## Biografia
Tomasa Tito Condemayta era nata in una nobile famiglia Inca in un'area del Perù che oggi è la provincia di Acomayo nella regione di Cusco. I suoi genitori erano Sebastián Tito Condemayta, kuraka del Tito Condemayta ayllu e padrino di Túpac Amaru II, e Alfonsa Hurtado de Mendoza. Le fonti danno informazioni contraddittorie sulla sua vita privata. In un'opera del 2005, lo studioso David Garrett dichiarò che era sposata con Tomas Escalante e gli diede una figlia, che sposò il cacicco di Papres, Evaristo Delgado. In un articolo del 2008, Garrett ha dichiarato che sarebbe stata sposata con Faustino Delgado.
Insolitamente per la zona, Tito Condemayta abbracciò una lunga regola ereditaria, e divenne cacica del suo popolo dopo la morte di suo padre, essendo la più potente della zona.

## Ribellione
Quando Tupac Amaru II e sua moglie Micaela Bastidas Puyucahua invocarono una ribellione contro il dominio spagnolo in Perù, nel 1780, Condemayta lasciò marito e figli per unirsi ai ribelli a Tinta. Il suo abbraccio alla ribellione non fu totale all'interno della sua famiglia, poiché suo genero, Evaristo Delgado, rimase fedele al trono spagnolo.
Condemayta svolse un ruolo importante nella ribellione. Insieme ad Amaru, mobilitò le donne indigene per la rivolta. Era una stratega militare e un ufficiale che guidava il proprio battaglione femminile. Essendo una donna benestante, contribuì a finanziare la ribellione, fornendo argento e generi di prima necessità. Nella battaglia di Sangarara, un esercito di donne al comando di Condemayta sconfisse un esercito spagnolo. Guidò anche la vittoriosa difesa del ponte Pillpintuchaka sul fiume Apurimac contro gli spagnoli. Migliaia di donne combatterono usando fionde e frecce contro soldati spagnoli corazzati. Sotto il suo comando, le sue truppe tennero il passo di Pilpinto per oltre un mese. Nel 1781, ebbero la meglio gli spagnoli molto meglio armati e il 7 aprile Condemayta fu catturata, insieme a Tupac Amaru II e Bastidas Puyucahua e ai loro figli Hipólito e Fernando.
Il 18 maggio 1781, Condemayta fu giustiziata dopo gravi torture insieme a Tupac Amaru II e Micaela Bastidas Puyucahua e al loro figlio Hipólito Condorcanqui Bastidas nella piazza principale di Cusco. Era l'unica nobile nativa giustiziata insieme al capo dei ribelli. Dopo essere stata asfissiata lentamente con una garrota di metallo a manovella, costruita appositamente per l'occasione, venne impiccata per assicurarsi che fosse veramente morta. La sua testa impalata venne eretta come deterrente ad Acos.